# Tímids anònims
Tímids anònims (títol original en francès, Les Émotifs anonymes) és una pel·lícula francobelga de 2010 dirigida per Jean-Pierre Améris.

## Argument
Angelique és una xocolatera extremadament tímida que ha treballat durant set anys d'amagat per una pastisseria del poble. Recollint èxit sota el nom de l'Ermità, Angelique ha estat feliç elaborant bona xocolata a casa seva i evitant el reconeixement directe del seu esforç. Malauradament, el propietari de la pastisseria mor i, amb ell, també mor el secret de l'Ermità i de l'Angelique. Així doncs, sense feina, Angelique es presenta a "La fàbrica de Xocolata" per sol·licitar un lloc com a xocolatera. El problema però, és que Jean-René, el director de la fàbrica, pateix la mateixa timidesa que ella i l'entrevista de feina per qualsevol dels dos és un autèntic calvari d'intencions, desitjos i nervis. Confosa per una comercial, Angelique es veu obligada a vendre els productes de "La fàbrica" a les botiques del poble. D'altra banda, Jean-René es veu atret per la seva nova treballadora. D'aquesta manera, dues persones increïblement introvertides veuran la seva estabilitat emocional capgirada i la seva timidesa provocarà més d'un embolic.

## Repartiment
| Intèrpret         | Personatge              |
| ----------------- | ----------------------- |
| Benoît Poelvoorde | Jean-René Van Den Hugde |
| Isabelle Carré    | Angélique Delange       |
| Lorella Cravotta  | Magda                   |
| Lise Lamétrie     | Suzanne                 |
| Swann Arlaud      | Antoine                 |
| Pierre Niney      | Ludo                    |

## Producció
El rodatge d'aquesta pel·lícula va tenir lloc principalment a Roanne i a París. De la capital, en destaca la Rue du Faubourg-Montmartre, la seva Zona Universitària i la Galerie Vivienne. A més, algunes escenes com la del Restaurant-piano-bar "Le Cintra" o els exteriors de la casa de l'Angelique, es van filmar a Lió. Per acabar, l'escena del casament es va rodar al Castell de Montgeroult.